# Organizacja hodowli zwierząt zarodowych (PRL)
Organizacja hodowli zwierząt zarodowych (PRL) – uregulowany przepisami system prowadzenia hodowli zwierząt zarodowych, który realizowano poprzez dążenie do doskonalenia i zachowanie zasobów genetycznych zwierząt, oceny ich wartości użytkowej  oraz dokumentowania w księgach zwierząt zarodowych. Celem dekretu i uchwały Prezydium Rządu z 1955 r. w sprawie organizacji hodowli zwierząt zarodowych było stworzenia trwałych podstaw dla dalszego rozwoju produkcji zwierzęcej.  

## Hodowla zwierząt zarodowych
Hodowla zwierząt oznaczała zespół zabiegów zmierzających do poprawienia cech dziedzicznych zwierząt. Hodowla miała  na celu uszlachetnienie ras, tworzenie nowych bardziej doskonałych ras oraz podnoszenie produkcyjności zwierząt gospodarskich. W zakres pracy hodowlanej wchodziły następujące cechy: ocena wartości użytkowej i hodowlanej zwierząt,  racjonalna selekcja i dobór zwierząt, ich reprodukcja, rejonizacja zwierząt oraz prowadzenie ośrodków hodowlanych.
Hodowlę zwierząt gospodarskich prowadzano poprzez selekcję oraz dobór zwierząt do kojarzenia, poprzez wychowanie młodzieży, prawidłowe żywienie, utrzymanie, pielęgnowanie i użytkowanie.
W zależności od stosowanych metod rozróżniano hodowlę w czystości rasy, hodowlę w pokrewieństwie i hodowlę według linii.

## Cele hodowli zwierząt zarodowych
Dla celów hodowli zwierząt zarodowych przeprowadzano:
- ocenę wartości użytkowej zwierząt,
- wybór zwierząt wyróżniających się wartością użytkową i hodowlaną i wpisywanie ich do ksiąg zwierząt zarodowych,
- dalsze doskonalenie zwierząt zapisanych do ksiąg zwierząt zarodowych i tworzenie nowych ras i typów.

## Wartość użytkowa zwierząt
Wartość użytkową zwierząt gospodarskich określano jako zdolność do produkcji mleka, mięsa, tłuszczu, wełny, jaj, skór, futerek, dawania przychówka, wykorzystania karmy dla celów produkcyjnych, wykonywania pracy, itp. Również wartością hodowlaną zwierząt gospodarskich określa się zdolność zwierząt do przekazywania na swoje potomstwo zdrowia, dobrej budowy, żywotności, plenności oraz wysokiej wartości użytkowej.

## Ocena wartości użytkowej zwierząt
Przy ocenie wartości użytkowej zwierząt wyróżniano takie cechy, jak: produkcyjność (dzielność), zdrowie, płodność, plenność, budową i długowieczność oraz inne cechy użytkowe.
Ocena wydajności zwierząt obejmowała:
- w hodowli bydła - okresowe stwierdzanie produkcji mleka, zawartości tłuszczu w mleku oraz w określonych przypadkach zdolności wykorzystania pasz;
- w hodowli trzody chlewnej - stwierdzanie ilości i ciężaru prosiąt urodzonych i odchowanych od lochy w ciągu roku, zdolności wykorzystywania paszy w określonych przypadkach oraz określanie wartości rzeźnej;
- w hodowli owiec dla ras wełnistych - stwierdzanie ilości i jakości produkowanej wełny:
- w hodowli owiec dla ras mlecznych - stwierdzanie ilości i jakości produkowanej wełny oraz ilości i jakości produkowanego mleka,
- w hodowli owiec dla ras smużkowych i kożuchowych - stwierdzanie wartości smuszki i kożuchów;
- w hodowli koni - stwierdzanie zdolności do pracy lub szybkości i wytrzymałości wykazanej przez ogiery i klacze;
- w hodowli drobiu - stwierdzanie ilości i ciężaru produkowanych jaj ze specjalnym uwzględnieniem nieśności zimowej oraz jakości mięsa i drobiu rzeźnego;
- w hodowli zwierząt futerkowych - określanie jakości produkowanego futerka oraz w określonych przypadkach i wagi żywej zwierzęcia;
- w hodowli kóz - określanie ilości mleka i zawartości w nim tłuszczu;
- w hodowli pszczół - określanie ilości pożytku oraz jego jakości.

## Rejonizacja hodowlana
Rejonizację zwierząt hodowlanych ustalał Minister Rolnictwa za zgodą Prezesa Rady Ministrów mówiącą o  zasadach, trybie i zasięgu rejonizacji poszczególnych ras i typów zwierząt gospodarskich.
Celem opracowania obowiązującej rejonizacji zwierząt gospodarskich Minister Rolnictwa powoływał komisję hodowlaną, która miała charakter opiniodawczy.

## Księgi zwierząt zarodowych
Księgi zwierząt zarodowych oznaczały księgi, w których rejestrowano zwierzęta zarodowe. Odrębne księgi prowadzone były  dla koni, bydła, trzody chlewnej i owiec. Księgi dla bydła i owiec dzieliły się na wstępne, główne i elity. Dla trzody chlewnej prowadzono księgi następująco: dla loch księgi wstępne i główne, dla knurów tylko księgi główne.
W zależności od wartości hodowlanej i użytkowej zwierzęta były wpisywane księgi krajowej, wojewódzkiej i powiatowej. Ponadto prowadzono rejestry zwierząt wyróżniających się wartością użytkową.

## Ośrodki hodowlane
Ośrodki hodowlane zorganizowano celem należytego wykorzystania materiału hodowlanego na danym terenie. Minister Rolnictwa zorganizował ośrodki hodowlane bydła, trzody chlewnej, owiec i koni.

## Centralna Stacja Hodowli Zwierząt
Na podstawie ustawy z 1975 r. o dwustopniowym podziale administracyjnym Państwa oraz o zmianie ustawy o radach narodowych zarządzono utworzenie Centralnej  Stacji Hodowli Zwierząt w Warszawie oraz okręgowe stacje hodowli zwierząt w: Białymstoku, Bydgoszczy, Gdańsku, Katowicach, Kielcach, Koszalinie, Krakowie, Lublinie, Łodzi, Olsztynie, Opolu, Poznaniu, Rzeszowie, Szczecinie, Wrocławiu i Zielonej Górze.
Centralna Stacja przejęła zadania i obowiązki dotychczasowej Wojewódzkiej Stacji Oceny Zwierząt w Warszawie oraz państwowych zakładów unasieniania zwierząt podległych do 1975 r. Wojewodzie Warszawskiemu.  Okręgowe stacje przejęły zadania i obowiązki wojewódzkich stacji oceny zwierząt i państwowych zakładów unasieniania zwierząt podległych terenowym organom administracji państwowej stopnia wojewódzkiego.
Centralna Stacja i okręgowe stacje podlegały Ministrowi Rolnictwa i stały się zakładami budżetowymi finansowanymi z budżetu centralnego Ministerstwa Rolnictwa.
Od chwili utworzenia w 1975 r., Centralną Stacją Hodowli Zwierząt kierowali:
- mgr inż. Bogdan Wojtulewicz (1975.11.01 – 1985.05.31)
- mgr inż. Józef Pieńkowski (1985.06.01 – 1987.04.15)
- inż. Waldemar Jandl (1987.04.16 – 1988.04.30)
- mgr inż. Jerzy Michałowicz (1988.05.01 – 1992.12.04)
- mgr inż. Marek Nagrabecki (1992.12.07 – 1994.09.14)
- mgr inż. Włodzimierz Komorowski (1994.10.17 – 1998.03.02)
- mgr inż. Adam Gałgański (1998.03.03 – 1998.08.15)
- mgr inż. Mieczysław Robak (1998.09.14 – 1999.07.31)
- mgr inż. Zbigniew Kossowski (1999.08.01 – 2000.12.31)